# Geoffrey Blake
Geoffrey Lewis Blake född 20 augusti 1962 i Baltimore, Maryland, är en amerikansk skådespelare.